# Dendrobeania sinica
Dendrobeania sinica är en mossdjursart som beskrevs av Liu 1984. Dendrobeania sinica ingår i släktet Dendrobeania och familjen Bugulidae. Inga underarter finns listade i Catalogue of Life.